# My Winnipeg
My Winnipeg ist eine kanadische Pseudo-Dokumentation/Filmautobiografie aus dem Jahr 2007. Regie bei dem Schwarzweißfilm führte Guy Maddin, der gemeinsam mit George Toles das Drehbuch schrieb, den Film mitproduzierte und ihn spricht.

## Handlung
Der Film zeigt die Kindheit des Regisseurs Guy Maddin. Diese Szenen werden durch surrealistische Szenen ergänzt, die die Geschichte der verschneiten Stadt Winnipeg interpretieren und allerlei urbane Mythen verwenden. Als eine weitere Ergänzung werden schlafwandlerische Fahrgäste der Züge gezeigt, die durch Winnipeg fahren bzw. daraus flüchten. Weiter wird anhand eines Notizbuchs eine seltsame Filmproduktion behandelt, Sport und Wettbewerbe, Städtebau, die angebliche Besetzung Winnipegs durch das nationalsozialistische Regime und immer wieder die Mutter, der er die Worte in den Mund legt. Die nachgestellten Szenen des Films sind in Schwarzweiß gedreht, der sich sonst mit viel Zwischentiteln als Collage obskuren Archivmaterials präsentiert. Die undeutlichen Bilder sind mal fantasievoll-profund mal gebetsmühlenartig bekenntnishaft aus dem Off kommentiert.

## Kritiken
Eddie Cockrell schrieb in der Zeitschrift Variety vom 8. September 2007, der Film sei eine „kraftstrotzende Laune“, die Fakten und Fiktion vermische sowie auf jeden Fall unterhaltsam sei. Er sei – anders als manche frühere Filme des Regisseurs – nicht zu lang. Der Film verbinde Techniken des Stummfilms mit Elementen eines Melodramas und erinnere an B-Filme der 1940er Jahre.
Joe Morgenstern sah im Wall Street Journal die Technik des „Bewusstseinsstroms“ (stream-of-consciousness) eingesetzt.
A. O. Scott befand in der New York Times, zentral wäre  an der „halluzinatorischen Autobiographie“ dem Künstler, „dass Winnipeg ihn erklärt.“

## Auszeichnungen
Guy Maddin erhielt im Jahr 2007 einen Preis des Toronto International Film Festivals in der Kategorie Bester Kanadischer Spielfilm.

## Hintergründe
Die Produktionskosten betrugen schätzungsweise 600.000 US-Dollar. Die Weltpremiere fand am 7. September 2007 auf dem Toronto International Film Festival statt. Am 8. Februar 2008 wurde der Film auf den Internationalen Filmfestspielen Berlin 2008 gezeigt, denen einige weitere Filmfestivals folgten. Er startete in den Kinos der USA am 13. Juni 2008 und spielte dort bis zum 22. Juni 2008 ca. 37.000 US-Dollar ein.